# 21626 Метьюхолл
21626 Метьюхолл (21626 Matthewhall) — астероїд головного поясу, відкритий 12 липня 1999 року.
Тіссеранів параметр щодо Юпітера — 3,598.